# Минаева, Татьяна Максимовна
Татьяна Максимовна Минаева (1896—1973) — советский учёный-археолог, педагог.

## Биография
Родилась 7 января 1896 года[по какому календарю?] в деревне Цибульники (по другим данным - Цибульки) Смоленского уезда Смоленской губернии в семье работника Московско-Брестской железной дороги.
За отличные успехи после окончания начальной школы, Мария была послана в Петербургскую женскую учительскую семинарию, где получила среднее образование. По окончании семинарии, с 1913 года преподавала в двухклассной земской школе села Васильевка, затем — в Балаковской женской гимназии Самарской губернии. В 1919 году поступила на историко-филологический факультет Саратовского университета, который окончила в 1924 году. Была рставлена в университете для продолжения обучения в аспирантуре на кафедре археологии и истории искусств, одновременно работала научным сотрудником Саратовского краеведческого музея.
Вместе с П. С. Рыковым и П. Д. Степановым в 1925 году участвовала в Казахстане в раскопках курганных групп сарматской культуры. Позже, в связи с началом преследований П. С. Рыкова и его научной школы, осталась без работы. С 1929 по 1936 год Минаева работала археологом и заведующим историческим отделом Сталинградского областного музея (ныне Волгоградский областной краеведческий музей). Затем была арестована и выслана. В 1936—1939 годах, находясь в ссылке, работала преподавателем начальных классов школы в городе Соль-Илецк Татарской АССР.
В 1939 году получила возможность вернуться к научной работе и переехала на Северный Кавказ. С 1939 года работала в этом регионе и около десяти лет была заведующей историческим отделом Ставропольского краеведческого музея. В годы Великой Отечественной войны, находясь в оккупированном немцами Ставрополе, сохраняла коллекции. Некоторые наиболее ценные экспонаты прятала от фашистов, рискуя жизнью. За спасение картин и других музейных ценностей Т. М. Минаева была награждена медалью «За доблестный труд в Великой Отечественной войне 1941—1945 гг».
Результатом возобновлённых после войны археологических работ в Верхнем Прикубанье стала защищённая в 1947 году диссертация «Археологические памятники верховьев Кубани». После защиты диссертации Т. М. Минаева работала преподавателем в Ставропольском педагогическом институте (ныне Ставропольский государственный университет, доцент кафедры истории), оставаясь в этой должности до ухода на пенсию. Одновременно вела археологические работы в Карачаево-Черкесии, Ставропольском крае и Чечено-Ингушетии.
Автор более двадцати работ по вопросам аланской истории, в т. ч. фундаментального исследования «К истории алан Верхнего Прикубанья» (Ставрополь, 1971).
Умерла в Ставрополе 18 августа 1973 года.